# 조 혜백
조 혜백(曹 惠伯, ? ~ 기원전 760년, 재위: 기원전 795년 ~ 기원전 760년)은 중국 춘추 시대 조(曹)나라의 9대 군주로, 휘는 치(雉) 또는 시(兕)이다.

## 사적
아버지 대백(戴伯)의 뒤를 이어 즉위하였다.
혜백 36년(기원전 760년), 죽었다. 아들 석보(石甫)가 뒤를 이었다.